# SN 2007ur
SN 2007ur – supernowa typu Ia odkryta 7 grudnia 2007 roku w galaktyce A020841-0334. Jej jasność pozostaje nieznana.